# Gablingen
Gablingen är en kommun och ort i Landkreis Augsburg i Regierungsbezirk Schwaben i förbundslandet Bayern i Tyskland.